# Ravi Jayewardene
Ravindra „Ravi“ Vimal Jayewardene (* 22. April 1936; † 2. April 2017) war ein sri-lankischer Pilot und Sportschütze. Er war der Sohn von J. R. Jayewardene und diente als National Security Adviser in der Verwaltung seines Vaters.
Als Kind von J. R. Jayewardene und Elina Jayewardene wurde Jayewardene am Royal College Colombo ausgebildet. Um eine politische Karriere zu umgehen, wurde er Pilot bei Air Ceylon. Er war außerdem Offizier der Ceylon Army im Rang eines Captain. Er nahm in der Disziplin Kleinkaliber liegend an den Olympischen Sommerspielen 1964 teil. 1966 nahm er im Sportschießen an den Commonwealth Games in der jamaikanischen Hauptstadt Kingston teil, wo er jedoch bei den Wettkämpfen nur den 24. und 29. Platz belegen konnte.
Im Jahre 1971, während der JVP Insurrection, wurde er von der Polizei verhaftet. Er verließ danach das Land und lebte als buddhistischer Mönch in Thailand. Er kehrte 1983 nach Sri Lanka zurück, um die Sicherheit seines Vaters zu gewährleisten, der nun Präsident war. Er wurde dazu zum National Security Adviser ernannt. In dieser Funktion gründete er die Special Task Force und weitere neue Regimenter der Sri Lanka Army.